# Kanton Mazamet-Nord-Est
Der Kanton Mazamet-Nord-Est war von 1793 bis 2015 ein französischer Wahlkreis im Arrondissement Castres, im Département Tarn und in der Region Midi-Pyrénées. Hauptort war Mazamet.

## Gemeinden
Der Kanton bestand aus einem Teil der Stadt Mazamet (angegeben ist hier die Gesamteinwohnerzahl, im Kanton lebten etwa 7.600 Einwohner der Stadt) und weiteren sechs Gemeinden:
| Gemeinde                | Einwohner Jahr | Fläche km² | Bevölkerungsdichte | Code INSEE | Postleitzahl |
| ----------------------- | -------------- | ---------- | ------------------ | ---------- | ------------ |
| Boissezon               | 404 (2013)     | 19,36      | 21 Einw./km²       | 81034      | 81660        |
| Mazamet                 | 10.118 (2013)  | –          | – Einw./km²        | 81163      | 81200        |
| Payrin-Augmontel        | 2.202 (2013)   | 12,84      | 171 Einw./km²      | 81204      | 81660        |
| Pont-de-Larn            | 2.886 (2013)   | 34,51      | 84 Einw./km²       | 81209      | 81660        |
| Le Rialet               | 51 (2013)      | 7,64       | 7 Einw./km²        | 81223      | 81240        |
| Saint-Salvy-de-la-Balme | 541 (2013)     | 18,36      | 29 Einw./km²       | 81269      | 81490        |
| Le Vintrou              | 81 (2013)      | 11,38      | 7 Einw./km²        | 81321      | 81240        |